# Биатлон на Зимским олимпијским играма 1984 — појединачно за мушкарце
Такмичење у дисциплини појединачно у мушкој конкуренцији на Зимским олимпијским играма 1984. у Сарајевуу одржано је на олимпијском комплексу за скијашко трчање и биатлон Игман - Велико Поље 11. фебруара, 1984. са почетком у 12.00 по локалном времену.

Титулу олимпијског победника у овој дисциплини са ЛОИ 1980. није бранио је совјетски биатлонац Анатолиј Аљабјев.

## Систем такмичења
Биатлонска дисциолина појединачно у мушкој конкуренцији одржава се на кружној стази од 20 км. трчи се 5 јругова по 4 км. Такмичари почињу трку појединачно а стартују у интервалу од 30 секунди. У току тркр гађа се четириу пута: после првог и трећег круга из лешећег, а после другог и четвртог из стојаћег положаја, укупно 20 мета. Сваки промашај кажњава се додатном минутом на укупно постигнуто време.

## Земље учеснице
Учествовала су 63 биатлонца из 25 земаља.
| - Аргентина (2) - Аустралија (1) - Аустрија (3) - Бугарска (3) - Источна Немачка (3) - Западна Немачка (3) - Италија (3) - Јапан (3) - Јужна Кореја (1) | - Југославија (3) - Кина (3) - Кинески Тајпеј (1) - Костарика (1) - Мађарска (3) - Норвешка (3) - Румунија (3) - САД (3) | - Совјетски Савез (3) - Уједињено Краљевство (3) - Финска (3) - Француска (3) - Чехословачка (3) - Швајцарска (1) - Шведска (3) - Шпанија (2) |

## Коментар такмичења
Источни Немац Франк Улрих је био доминантна фигура на међународној сцени након његовог успеха на Светском првенству 1978. године. После успешних Зимских олимпијских игара из 1980. (једна златна и две сребрне медаље), светски првак  у спринту 1981. године, светски првак појединачно 1982. и 1983. што је укупно 6 индивидуалних и  четири штафетне светске титуле. Са само 26 година, од њега се очекивало да повећа колекцију медаља на ЗОИ 1984. Међутим 1983. његова супруга Силвија је умрла након изненадне болести, а Улрих је најавио да ће се повући из врхунског спорта. Међутим, после убеђивања да се врати у наредној сезони,  нерадо је пристао, али његове припреме за Олимпијске игре 1984. нису биле успешне јер је још био под утицајем смртћу његове жене.
Као и обично, трка појединачно на 20 км отворила је такмичење у биатлону. После првог круга, нова звезда биатлона из Источне Немачке, 19. Франк Петер Роеч је био на челу. Роеч је освојио сребрну медаљу из Улриха на светском првенству 1983. године. На другом месту након првог гађања био је [Петер Ангерер] из Западне Немачке, који је освојио бронзану медаљу иза Роеча на Светском првенству 1983. године. На другој серији гађања Роеч је био кажњен за две минуте и пао на шесто место, препуштајући Ангереру вођство. После трећег гађања ситуација се поново променила. Јан Матоуш, 22-годишњи непознати Чехословак, преузео је предност, пет секунди испред Ангерера и Роетсха на трећем месту. На четвртом финалном гађању, Норвешанин Ерик Квалфос, светски првак у спринту 1982. и 1983. и најбржи скијаш тог дана, је повео. Матоуш је промашио 4 мете и испао из борбе за медаље. Затим Роеч промашује једну мету, али је био на минуту испред Квалфоса 2,5 км пре циља. Очекивала се борба за злато између Атерера и Роеча, јер је Атерер после савршеног гађања у четвртом кругу, без промашаја био је више од једне минуте испред источнонемачког такмичара и лако је освојио прву златну медаљу за олимпијском биатлону за Западну Немачку. роеч није имао проблема да узме сребрну медаљу испред брзог финиша Квалфоса. Уллрих је био далеко од своје бивше формег као обично један од најбржих скијаша, изгубио је три минута до Квалфоса у скијашком времену (без гађања) и морао је бити задовољан са петим местом, иза Француза Ивон Мужела, који се поправио од шестог места на ЗОИ 1980. до четвртог 1984.

## Резултати
| Пласман | Име               | Земља                | Време     | Промашаји (Л*С) | Укупно     | Заостатак |
| ------- | ----------------- | -------------------- | --------- | --------------- | ---------- | --------- |
|         | Петер Ангерер     | Западна Немачка      | 1.09:52,7 | 2 (0+1+1+0)     | 1.11:52,7  | -         |
|         | Франк Петер Роеч  | Источна Немачка      | 1.10:21,4 | 3 (0+2+0+1)     | 1.13:21,4  | +1:28,7   |
|         | Ејрик Калфос      | Норвешка             | 1.09:02,4 | 5 (2+1+1+1)     | 1.14:02,4  | +2:09,7   |
| 4.      | Ивон Мужел        | Француска            | 1,10:53,1 | 4 (1+2+0+1)     | 1:14:53,1  | +3:00,4   |
| 5.      | Франк Улрих       | Источна Немачка      | 1,11:53,7 | 3 (1+0+1+1)     | 1:14:53,7  | +3:01,0   |
| 6.      | Ролф Сторсвенсен  | Норвешка             | 1.11:23,9 | 4 (1+0+1+2)     | 1.15:23,9  | +3:31,2   |
| 7.      | Фриц Фишер        | Западна Немачка      | 1.11:49,7 | 4 (2+0+0+2)     | 1.15:49,7  | +3:57,0   |
| 8.      | Лејф Андерсон     | Шведска              | 1.13:19,3 | 3 (1+2+0+0)     | 1:16:19,3  | +4:26,6   |
| 9.      | Андреас Цингерле  | Италија              | 1:12:21.7 | 4 (0+3+0+1)     | 1:16:21.7  | +4:29.0   |
| 10.     | Јан Матоуш        | Чехословачка         | 1:11:39.0 | 5 (0+1+0+4)     | 1:16:39.0  | +4:46.3   |
| 11.     | свен Фален        | Шведска              | 1.12:10,8 | 6 (1+0+3+2)     | 1.8:10.8   | +6:18.1   |
| 12.     | Тапио Пипонен     | Финска               | 1.12:38,4 | 6 (2+2+2+0)     | 1.18:38,4  | +6:45,7   |
| 13.     | Владимир Величков | Бугарска             | 1.13:47,1 | 5 (0+2+0+3)     | 1:18:47.1  | +6:54,4   |
| 14.     | Џим Вуд           | Уједињено Краљевство | 1,14:55,  | 4 (0+1+1+2)     | 1,18:55,8  | +7:03,1   |
| 15.     | Здењек Хак        | Чехословачка         | 1.13:05,5 | 6 (2+2+0+2)     | 1.19:05.5  | +7:12,8   |
| 16.     | Арто Сескелејнен  | Финска               | 1.14:23,3 | 5 (1+2+0+2)     | 1.19:23,3  | +7:30,6   |
| 17.     | Сергеј Булигин    | Совјетски Савез      | 1.12:28,0 | 7 (1+1+2+3)     | 1.19:28,0  | +7:35,3   |
| 18.     | Кејо Титола       | Финска               | 1.14:32,8 | 5 (1+1+2+1)     | 1.19:32,8  | +7:40,1   |
| 19.     | Марко Ценон       | Италија              | 1.15:59,9 | 4 (0+1+2+1)     | 1.19:59,9  | +8:07,2   |
| 20.     | Рони Адолфсон     | Шведска              | 1.12:12,2 | 8 (2+4+0+2)     | 1.20:12,2  | +8:19,5   |
| 21.     | Франсис Мужел     | Француска            | 1.3:20,5  | 7 (1+4+1+1)     | 1.20:20,5  | +8:27,8   |
| 22.     | Ернст Рајтер      | Западна Немачка      | 1.15:37,4 | 5 (2+1+0+2)     | 1.20:37,4  | +8:44,7   |
| 23.     | Кристијан Поаро   | Француска            | 1.14:54,2 | 6 (1+1+0+4)     | 1.20:54,2  | +9:01,5   |
| 24.     | Од Лирхус         | Норвешка             | 1.11:55,0 | 9 (1+5+1+2)     | 1.20:55,0  | +9:02,3   |
| 25.     | Јаромир Шимунек   | Чехословачка         | 1.15:04,3 | 6 (1+3+1+1)     | 1.21:04,3  | +9:11,6   |
| 26.     | Лајл Нелсон       | САД                  | 1.14:05,4 | 7 (2+3+1+1)     | 1.21:05,4  | +9:12,7   |
| 27.     | Спас Златев       | Бугарска             | 1.16:10,9 | 5 (1+1+0+3)     | 1:21:10,9  | +9:18,2   |
| 28.     | Адријано Дариоли  | Италија              | 1.13:14,0 | 8 3+1+0+4)      | 1.21:14,0  | +9:21,3   |
| 29.     | Холгер Вик        | Источна Немачка      | 1.12:19,1 | 9 (3+2+2+2)     | 1.21:19,1  | +9:26,4   |
| 30.     | Франц Шулер       | Аустрија             | 1.16:23,0 | 5 (0+1+2+2)     | 1:21:23,0  | +9:30,3   |
| 31.     | Бит Мајер         | Швајцарска           | 1.14:24,4 | 7 (0+2+2+3)     | 1:21:24,4  | +9:31,7   |
| 32.     | Дмитриј Васиљев   | Совјетски Савез      | 1.14:09,2 | 8 (3+1+1+3)     | 1.22:09,2  | +10:16,5  |
| 33.     | Глан Еберле       | САД                  | 1.18:15,0 | 4 (2+2+0+0)     | 1.22:15,0  | +10:22,3  |
| 34.     | Алфред Едер       | Аустрија             | 1.16:52,6 | 6 (1+2+1+2)     | 1.22:52,6  | +10:59,9  |
| 35.     | Јуриј Кашкаров    | Совјетски Савез      | 1.11:53,8 | 11 (3+2+2+4)    | 1.22:53,8  | +11:01,1  |
| 36.     | Рудолф Хорн       | Аустрија             | 1.15:10,8 | 8 (1+2+3+2)     | 1.23:10,8  | +11:18,1  |
| 37.     | Чарлс Мекајвор    | Уједињено Краљевство | 1,16:37,5 | 7 (2+2+2+1)     | 1.23:37,5  | +11:44,8  |
| 38.     | Јошинобу Мурасе   | Јапан                | 1,17:39.1 | 6 (2+1+0+3)     | 1.23:39,1  | +11:46.4  |
| 39.     | Шоичи Киношита    | Јапан                | 1.16:49,8 | 7 (1+2+1+3)     | 1.23:49,8  | +11:57,1  |
| 40.     | Јури Митев        | Бугарска             | 1.16:05,4 | 8 (1+2+2+3)     | 1.24:05,4  | +12:12,7  |
| 41.     | Андреј Ланишек    | Југославија          | 1.18:23,1 | 6 (0+4+0+2)     | 1.24:23,1  | +12:30,4  |
| 42.     | Исао Јамасе       | Јапан                | 1,18:09,6 | 7 (1+3+2+1)     | 1.25:09,6  | +13:16,9  |
| 43.     | Имре Лестјан      | Румунија             | 1.19:26,6 | 6 (2+1+1+2)     | 1:25:26,6  | +13:33,9  |
| 44.     | Тони Маклауд      | Румунија             | 1.17:34,5 | 8 (4+1+0+3)     | 1.25:34,5  | +13:41,8  |
| 45.     | Жолт Ковач        | Мађарска             | 1.19:18,7 | 7 (3+2+0+2)     | 1.26:18,   | +14:26,0  |
| 46.     | Марјан Видмар     | Југославија          | 1,18:32,1 | 8 (2+3+2+1)     | 1.26:32,1  | +14:39.4  |
| 47.     | Ендру Пол         | Аустралија           | 1.21:38,7 | 5 (0+2+1+2)     | 1.26:38,7  | +14:46,0  |
| 48.     | Јуре Велепец      | Југославија          | 1.21:05,8 | 6 (3+1+1+1)     | 1,27:05,8  | +15:13,1  |
| 49.     | Михаи Радулеску   | Румунија             | 1.19:18,1 | 8 (0+2+4+2)     | 1.27:18,1  | +15:25,4  |
| 50.     | Владимир Тодашка  | Румунија             | 1.20:00,9 | 8 (1+2+2+3)     | 1.28:00,9  | +16:08,2  |
| 51.     | Јанош Шпишак      | Мађарска             | 1.20:06,9 | 8 (0+4+1+3)     | 1.28:06,9  | +16:14,2  |
| 52.     | Суен Сјаопинг     | Кина                 | 1.20:07,1 | 8 (2+2+2+2)     | 1.28:07,1  | +16:14,4  |
| 53.     | Мартин Хаген      | САД                  | 1.18:19,8 | 12 (2+4+2+4)    | 1.30:19,8  | +18:27,1  |
| 54.     | Љу Хунгванг       | Кина                 | 1.19:47,5 | 12 (3+2+4+3)    | 1.31:47,5  | +19:54,8  |
| 55.     | Виктор Фигероа    | Аргентина            | 1.27:02,3 | 7 (2+2+2+1)     | 1.34:02,.3 | +22:09,6  |
| 56.     | Мануел Гарсија    | Шпанија              | 1.24:12,4 | 10 (2+3+3+2)    | 1.34:12,4  | +22:19,7  |
| 57.     | Сесилио Фернандез | Шпанија              | 1.25:42,0 | 9 (3+2+2+2)     | 1,34:42,0  | +22:49,3  |
| 58.     | Луис Риос         | Аргентина            | 1.32:17,9 | 10 (2+2+4+2)    | 1.42:17,9  | +30:25,2  |
| 59.     | Ueng Ming-Yih     | Кинески Тајпеј       | 1.37:07,0 | 8 (2+2+1+3)     | 1.45:07,0  | +33:14,3  |
| 60.     | Hwang Byung-Dae   | Јужна Кореја         | 1.34:49,9 | 15 (3+4+4+4)    | 1.49:49,9  | +37.57,2  |
| 61.     | Ернан Каразо      | Костарика            | 2.13:54,9 | 11 (3+3+3+2)    | 2.24:54,9  | +73:02,2  |
| -       | Луан Јуенџуо      | Кина                 | НЗ        |                 | -          |           |
| -       | Ласло Палачик     | Мађарска             | НЗ        |                 | -          |           |

## Биланс медаља у дисциплини појединачно после 7. Зимских олимпијских игара 1960—1984.
|    | Земља           |   |   |   |   |
| -- | --------------- | - | - | - | - |
| 1. | СССР            | 3 | 2 | 3 | 8 |
| 2. | Норвешка        | 2 | 0 | 2 | 4 |
| 3. | Шведска         | 1 | 0 | 1 | 2 |
| 4. | Западна Немачка | 1 | 0 | 0 | 1 |
| 5. | Источна Немачка | 0 | 3 | 1 | 4 |
| 6. | Финска          | 0 | 2 | 0 | 2 |

|    | Биатлонац                 | Злато | Сребро | Бронза | Укупно |
| -- | ------------------------- | ----- | ------ | ------ | ------ |
| 1. | Магнар Солберг, Норвешка  | 2     | 0      | 0      | 2      |
| 2. | Александар Привалов, СССР | 0     | 1      | 1      | 2      |